# Everybody
"Everybody" er en sang af den amerikanske singer-songwriter Madonna fra hendes selvbetitlede debutalbum Madonna (1983).
Sire Records udgav "Everybody" som Madonnas debutsingle den 6. oktober 1982. Madonna havde sammen med Steve Bray indspillet en demoversion af sangen. Hun bad indtrængende DJ'en Mark Kamins om at spille den på deres foretrukne diskotek i New York. Kamins var imponeret over sangen og tog derfor Madonna med til Sire Records, der underskrev en kontrakt på to sange med den unge sangerinde. Sire Records’ direktør, Michael Rosenblatt, var imidlertid ikke tilfreds med de to indspillede sange, og besluttede derfor kun at udgive "Everybody".
Ved at inkorporere R&B-rytmer i musikken, og ved ikke at lade Madonna optræde på singlens cover, gav "Everybody" det indtryk, at Madonna var en sort musiker. Dette indtryk var dog kortvarigt, for Madonna overbeviste Sire Records om at optage en musikvideo til sangen. Musikvideoen, der havde et meget lille budget, blev instrueret af Ed Steinberg. Den viser Madonna og hendes venner på et diskotek, syngende og dansende til sangen. Videoen hjalp med at promovere Madonna som musiker.
"Everybody" modtog ingen anerkendelse og optrådte aldrig på den officielle Billboard Hot 100. Madonna har fremført "Everybody" live et par gange. Første gang var på The Virgin Tour, dernæst som slutsang på The Girlie Show World Tour, og senest på The MDNA Tour. Sangen findes som et remix på Madonnas remixalbum You Can Dance (1987) og på opsamlingsalbummet Celebration (2009).